# Saku Ylätupa
Saku Tuomas Severi Ylätupa (ur. 4 sierpnia 1999 w Espoo) – fiński piłkarz grający na pozycji pomocnika w AIK Fotboll.

## Kariera klubowa
Wychowanek Leppävaaran Pallo, z którego trafił do FC Espoo. W listopadzie 2014 podpisał trzyletni kontrakt z HJK, a w listopadzie 2015 przedłużył go o kolejny rok. W marcu 2017 został wypożyczony do Rovaniemen Palloseura. W lipcu 2017 podpisał trzyletni kontrakt z AFC Ajax. W styczniu 2019 podpisał czteroletni kontrakt z AIK Fotboll. We wrześniu 2020 został wypożyczony do końca sezonu do IFK Mariehamn.

## Kariera reprezentacyjna
Młodzieżowy reprezentant Finlandii. W dorosłej reprezentacji zadebiutował 8 stycznia 2019 w wygranym 1:0 meczu ze Szwecją.